# Monumento Nacional Muir Woods
O Monumento Nacional Muir Woods é um parque natural protegido, criado em 1908, localizado no condado de Marin, no estado da California, nos Estados Unidos. O parque faz parte da Área Nacional de Recreação Golden Gate, com uma área de 558 hectares e é conhecido por suas sequoias costeiras que possuem entre 400 e 800 anos, chegando a 76 metros de altura.
Algumas sequoias do parque ganharam destaque devido a suas características únicas ou associações comemorativas. São a árvore Gifford Pinchot, a árvore Emerson, a sequoia encaracolada, a maior sequoia e a sequoia albina.

## Localização
O parque está situado no Cânion Redwood, na base sul do Monte Tamalpais. Está a uma distância de 10 quilômetros da Ponte Golden Gate e a 3 quilômetros do Oceano Pacífico. O acesso ao parque se dá pela Muir Woods Road, que se conecta a oeste na Shore Highway, e na Rodovia Panorâmica e a cidade de Mill Valley a leste.

## História
Inicialmente, o povo Miwok habitava a região do Cânion Redwood e provavelmente usavam a floresta de sequoias como sua zona de caça e pesca. No século XIX, com a chegada dos europeus, a população Miwok foi dizimada pelas doenças trazidas da Europa.
Em 1836, o governo mexicano concedeu parte da Península de Marin, incluindo o Cânion Redwood para William Antônio Richardson, que deu nome as terras de Rancho Sausalito. Em 1856, Richardson vendeu as terras do rancho para Samuel Throckmorton, que subdividiu uma parte das terras e arrendou para agricultores. A região do cânion permaneceu na posse de Throckmorton. Com sua morte, as terras foram herdadas pela sua filha Susanna Throckmorton. No ano de 1889, Susanna Throckmorton vendeu as terras para a empresa Tamalpais Land & Water, para sanar dívidas do seu pai. A Tamalpais Land & Water começou o desenvolvimento da comunidade de Mill Valley na região leste das terras, alugou as terras da região oeste e concedeu o uso da região da floresta para à Associação de Desportistas de Tamalpais.
Em 1905, o político do condado de Marin, William Kent, compra uma área de 248 hectares de terra no cânion para salvar a floresta de sequoias da região, pois com o crescimento da cidade de São Francisco, devido a corrida do ouro, estava ocorrendo uma destruição em massa das florestas ao redor para obter madeira para as construções. Kent transforma a floresta em um parque público.
No ano de 1907, a empresa privada North Coast Water processou Kent, com a intenção de construir um reservatório no cânion, inundando a região. Kent doou suas terras para o governo federal e pediu para o Presidente Theodore Roosevelt declarar Muir Woods um monumento nacional, pois a intenção era proteger a antiga floresta de sequoias.
Em 9 de janeiro de 1908, o Monumento Nacional Muir Woods foi criado com uma área de 120,60 hectares, através da Proclamação 793, sob a Lei de Antiguidades, que permitia ao presidente aceitar terras privadas com o objetivo de conservar os recursos contidos nelas. 
No ano de 1917, a administração do parque, que era feita pelo Departamento de Interior do Gabinete Geral de Terras, passou para o Serviço de Parques Nacionais.
Entre os anos de 1921 e 1983, foram incorporadas novas áreas ao parque, chegando a uma área total de 558 hectares. Em 1972, o parque foi incorporado a Área Nacional de Recreação Golden Gate. E em 9 de janeiro de 2008, foi inserido no Cadastro Nacional de Lugares Históricos.

## Ecossistema

### Fauna
Na área do parque, podem ser encontrado 27 espécies de mamíferos, 12 de répteis, 5 de anfíbios, 4 espécies de peixes nativos e 69 espécies de aves, incluindo a coruja manchada do Norte, que está ameaçada. Também pode ser avistados o falcão do tanoeiro (Accipiter cooperii), o gavião-miúdo (Accipiter striatus), Papa-moscas do Pacífico (Empidonax difficilis), Beija-flor de Allen (Selasphorus sasin), chapim-de-costas-castanhas (Parus rufescens) e tordo-eremita (Catharus guttatus). Nos rios do parque, podem ser encontrados espécies ameaçadas de peixes como o salmão de prata (Oncorhynchus kisutch) e a truta arco-íris (Oncorhynchus mykiss).

### Flora
São encontradas 263 espécies de plantas vasculares no parque, sendo 108 espécies não nativas. 85% da vegetação do parque é composta por antigas sequoias costeiras e abetos-de-douglas (Pseudotsuga menziesii). Das plantas nativas, podemos encontrar a Elymus californicus. Das plantas não nativas, encontramos miosótis, cardo roxo (Cirsium vulgare), cardo-estrela amarelo (Centaurea solstitialis), cardo italiano (Carduus pycnocephalus), eucalipto comum, Cytisus scoparius, Delairea, Ehrharta erecta, Genista monspessulana.

## Turismo
O parque é aberto ao público durante todo o ano, com entrada paga. Na entrada do parque há um centro de visitantes com exposições e informações, uma cafeteria e uma loja de souvenirs. Possui estacionamento limitado e, durante a primavera e verão, há o serviço pago de shuttle. No parque há diversas trilhas de níveis de dificuldades fácil, moderada e difícil.

## Galeria de fotos

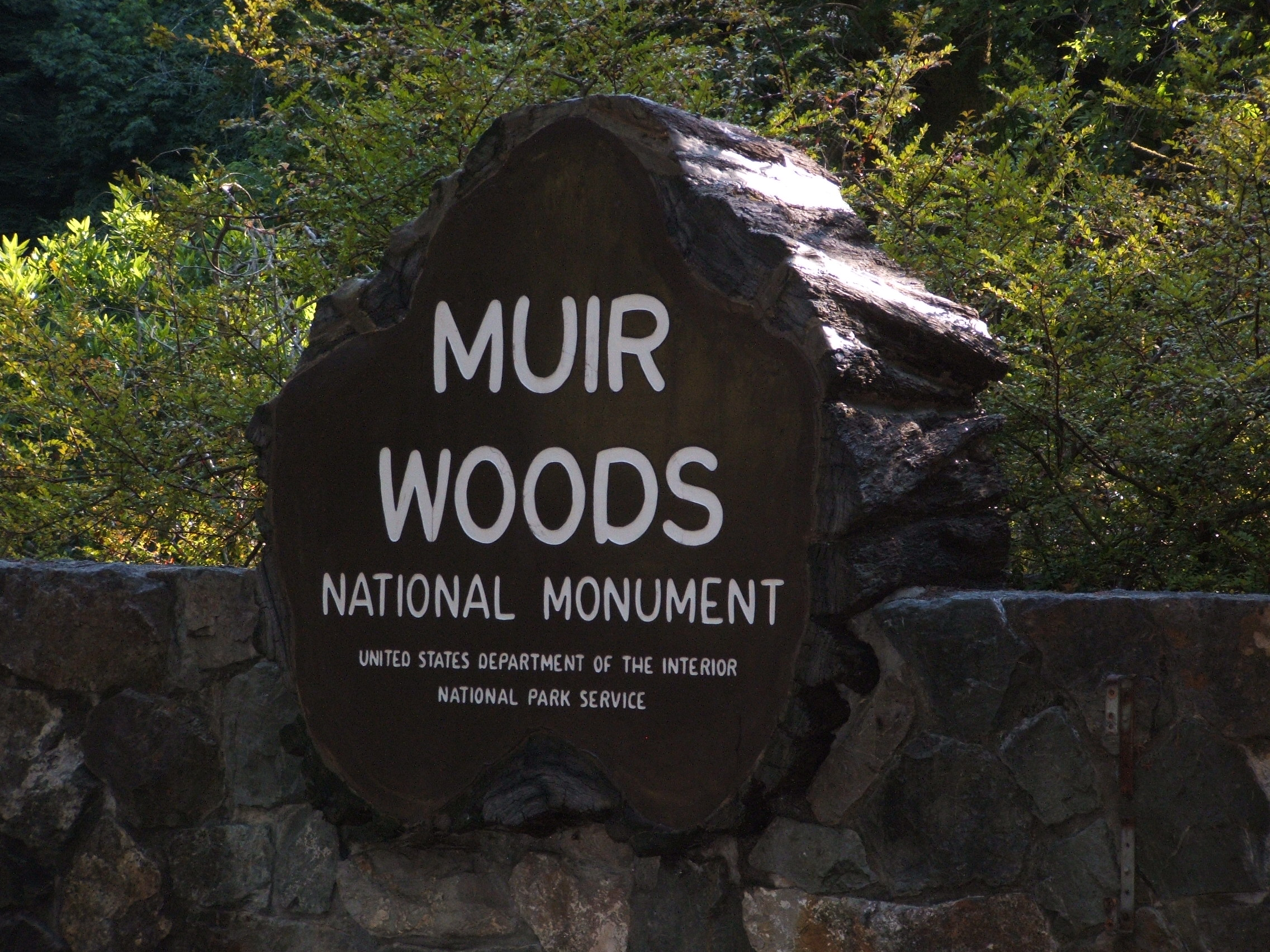
Placa de entrada
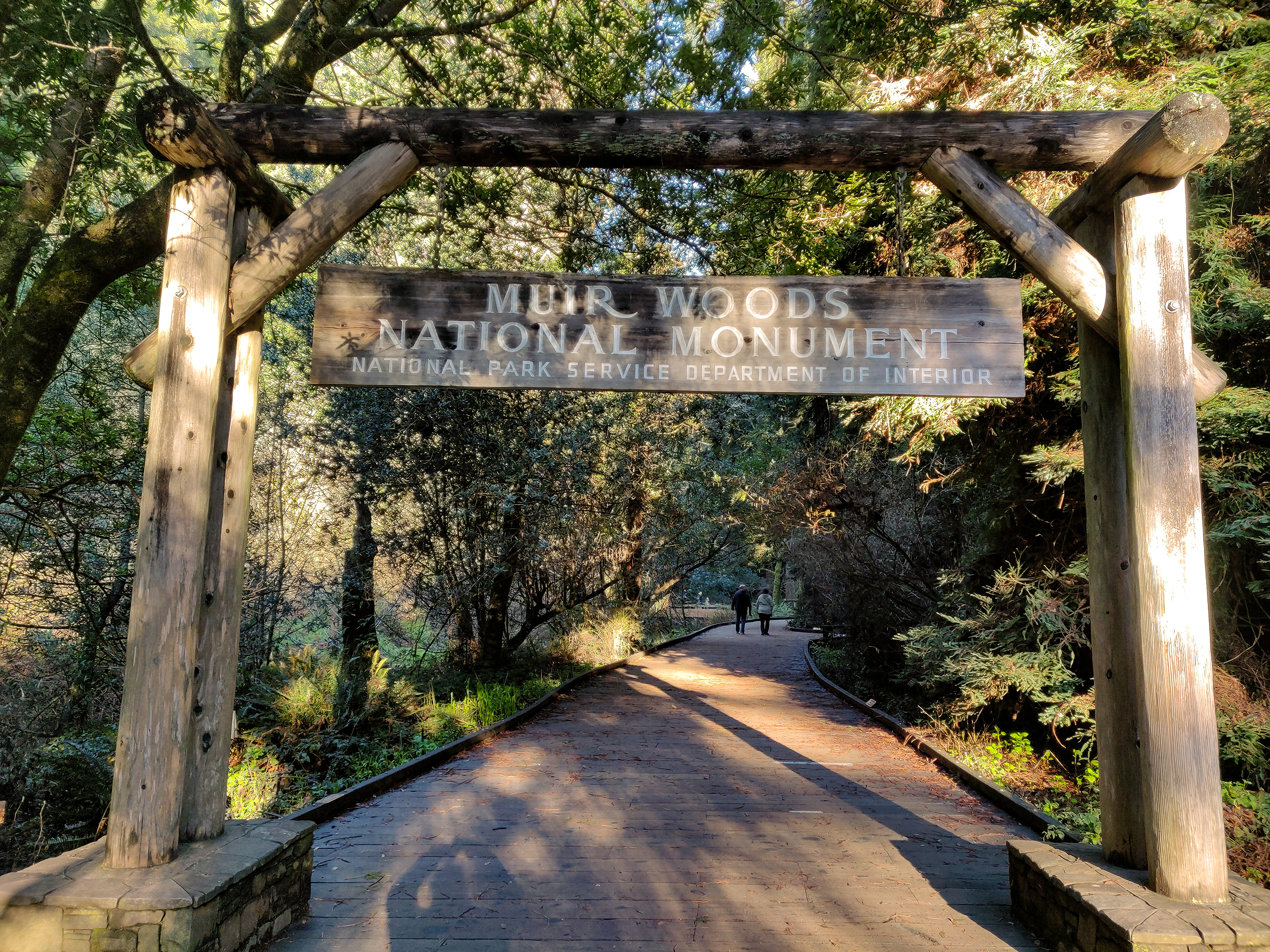
Portão de entrada
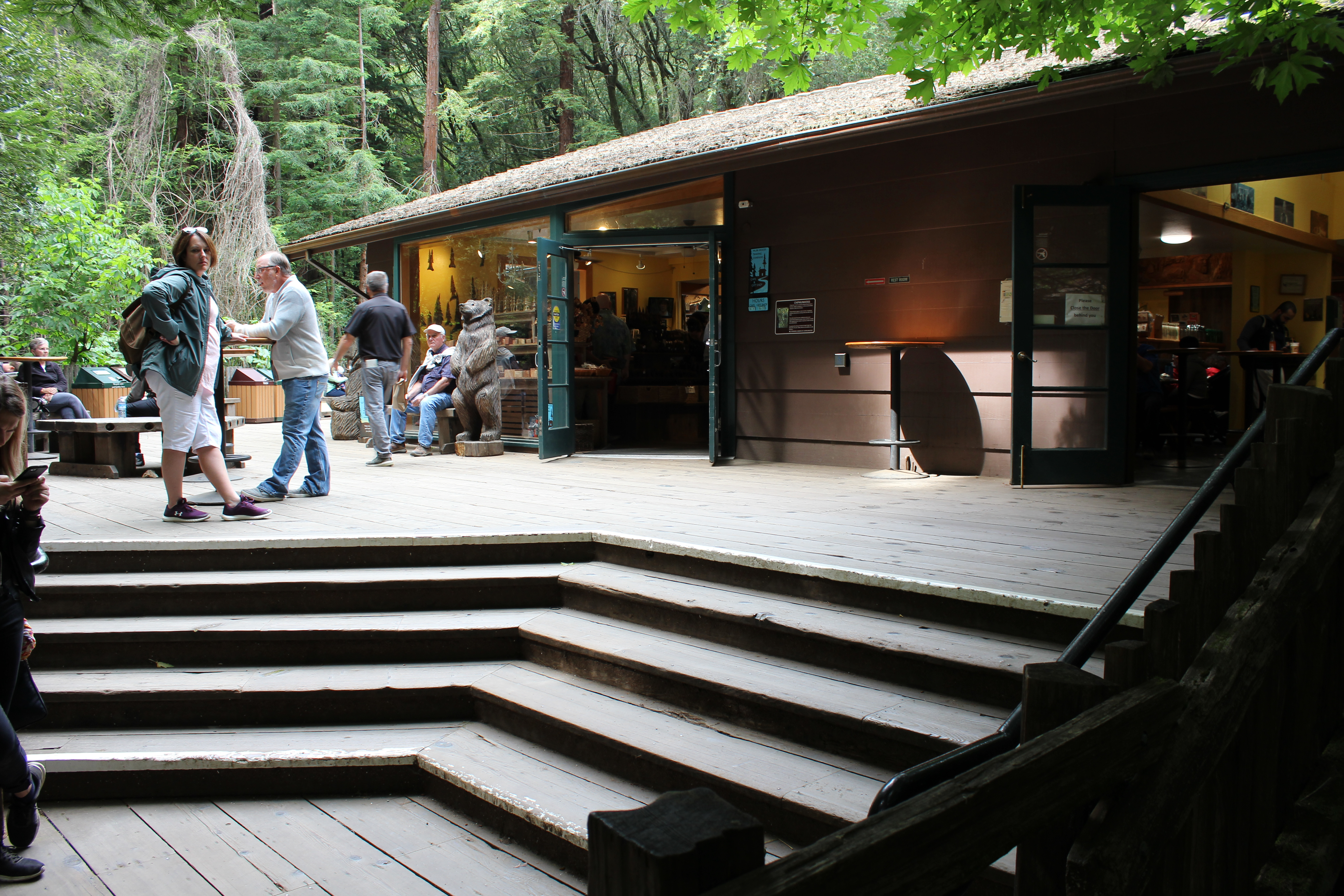
Centro de visitantes
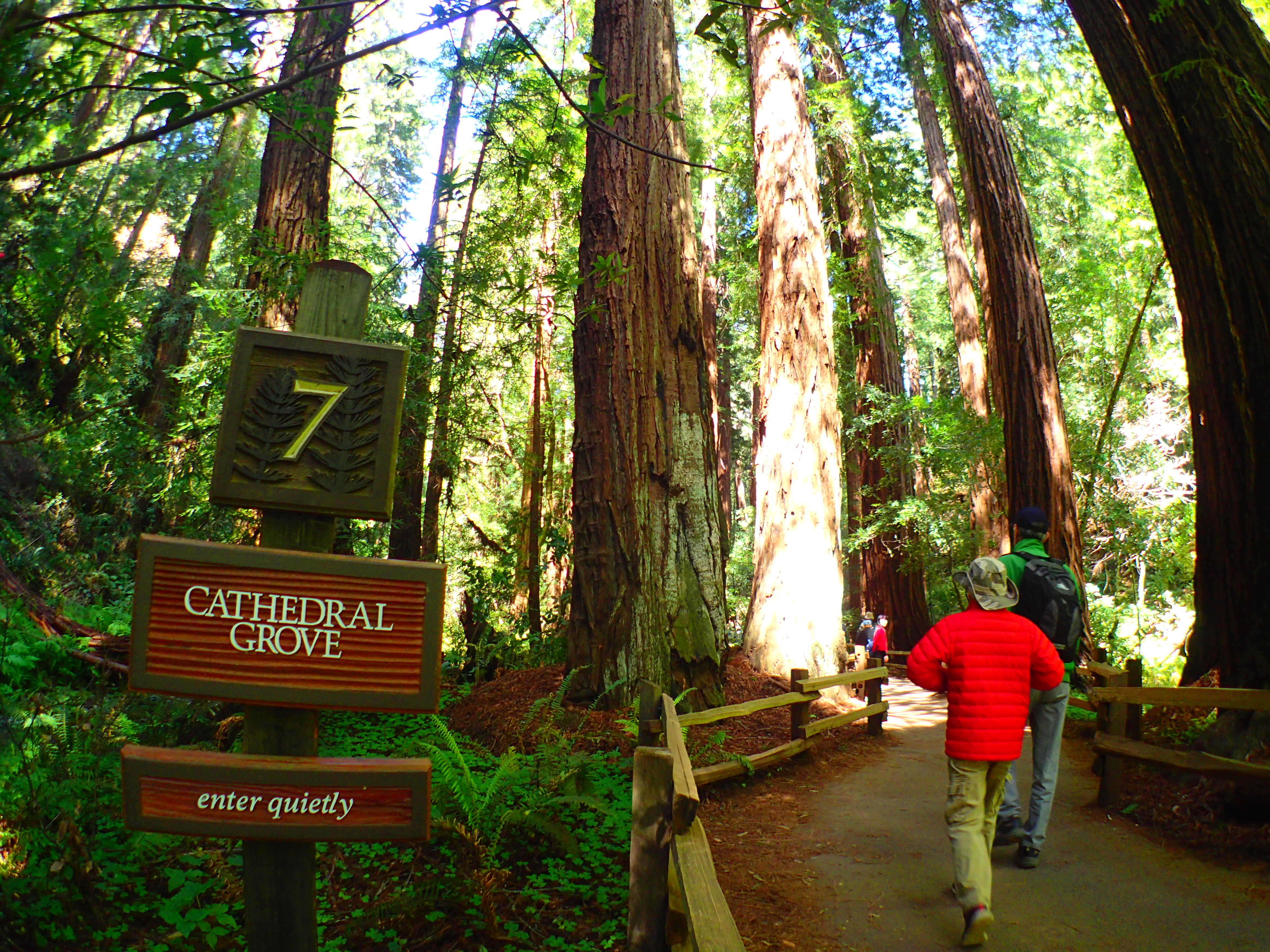
Sinalização de trilha
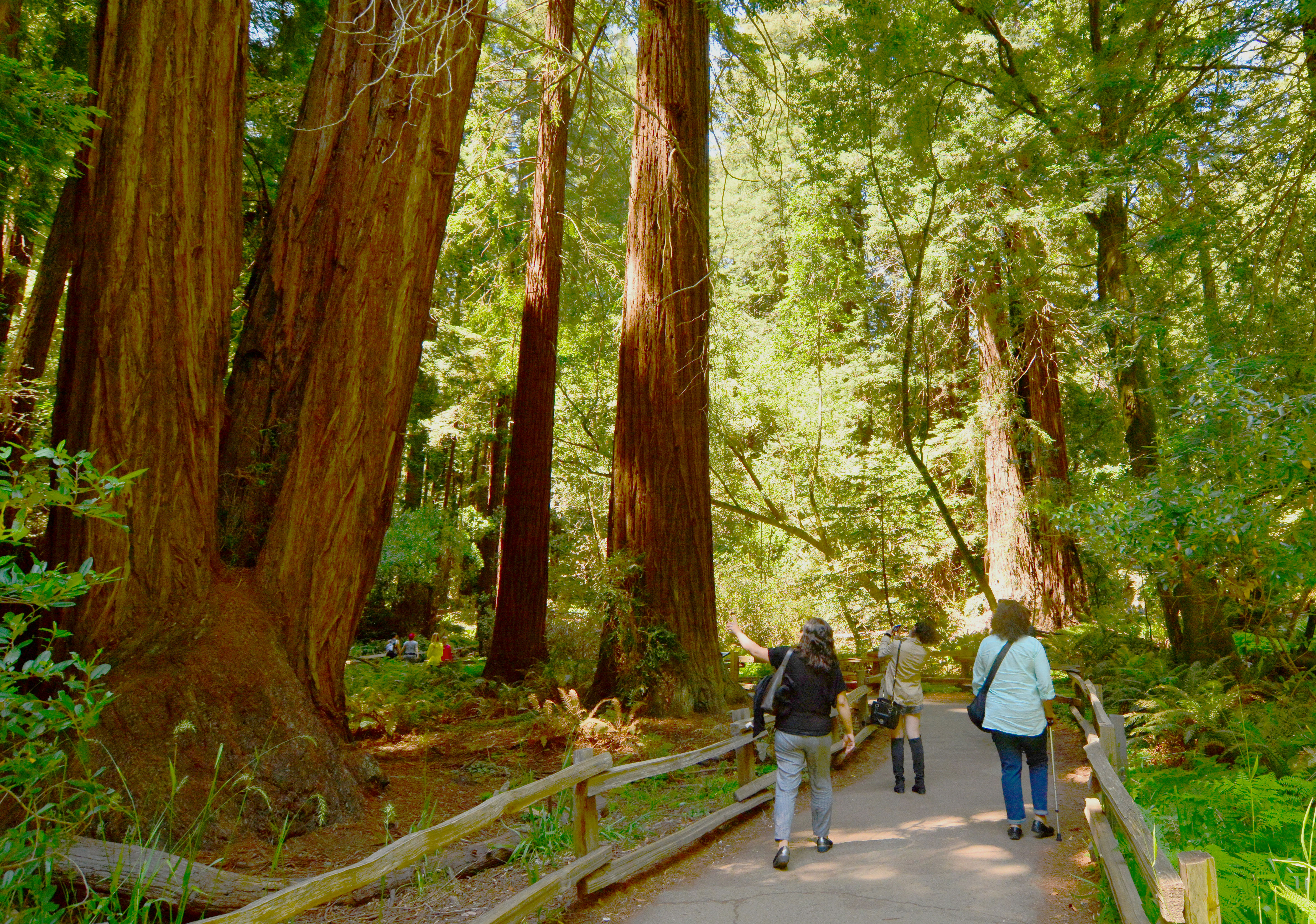
Trilha
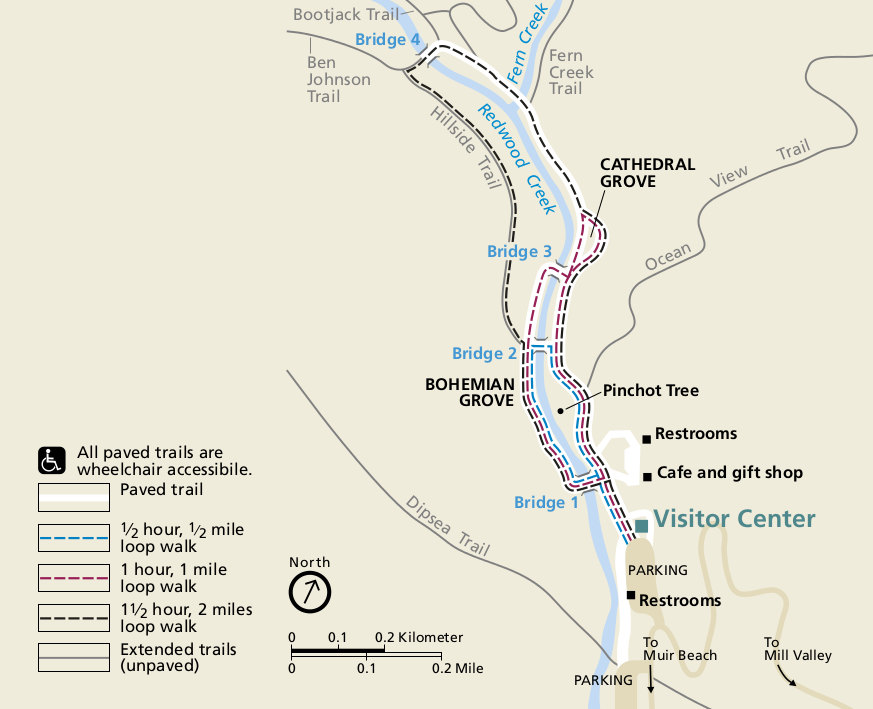
Mapa do parque